# Metalimnobia schoutedeni
Metalimnobia schoutedeni är en tvåvingeart som först beskrevs av Alexander 1923.  Metalimnobia schoutedeni ingår i släktet Metalimnobia och familjen småharkrankar. Inga underarter finns listade i Catalogue of Life.